# Necydalis uenoi
Necydalis uenoi là một loài bọ cánh cứng trong họ Cerambycidae.